# Cremastus scorteus
Cremastus scorteus là một loài tò vò trong họ Ichneumonidae.